# NGC 1569
NGC 1569 является карликовой неправильной галактикой в созвездии Жирафа. Хотя эта слабая галактика не популярна в любительской астрономии, она хорошо изучена профессиональными астрономами, которые заинтересованы в изучении истории формирования звёзд галактики. Она находится относительно близко к нам. Таким образом, космический телескоп Хаббл может легко разрешить её на отдельные звёзды. Расстояние до галактики ранее оценивалось в 2,4 мпс (7,8 млн св. года). Однако в 2008 году учёные, изучавшие изображения с Хаббла, рассчитали расстояние до галактики почти в 11 млн св. лет, что приблизительно на 4 млн св. лет дальше, чем считалось прежде.

## Звездообразование
NGC 1569 содержит два заметных супер звёздных скопления с разной историей. Оба скопления испытали эпизодические звездообразования. Супер звёздное скопление А, расположенное в северо-западной части галактики, содержит молодые звёзды (в том числе и звезды Вольфа-Райе), которые образовались менее чем 5 млн лет назад, а также старые красные звёзды. Супер звёздное скопление Б, расположенное вблизи центра галактики, содержит старое население красных гигантов и сверхгигантов. Оба этих звёздных скопления, как полагают, по массе эквивалентны шаровым скоплениям Млечного Пути. Также в NGC 1569 выявлены и многочисленные меньшие звёздные скопления относительно молодого возраста. Эти результаты, совместно с результатами исследования других карликовых галактик, таких как Большое Магелланово Облако и NGC 1705, показывают, что формирование звёзд в карликовых галактиках не происходит непрерывно, но вместо этого встречается в серии коротких, почти мгновенных, вспышек звёздообразования.

## Фиолетовое смещение
NGC 1569 является исключением, имеющим спектр фиолетового смещения, в отличие от спектров большинства других галактик, имеющих красное смещение из-за расширения Вселенной. Это означает, что галактика движется в направлении Земли.